# Perception (The Doors)
Perception è un cofanetto pubblicato dai Doors per celebrare il quarantesimo anniversario della pubblicazione dell'album di debutto dei Doors e raccoglie tutti e 6 gli album pubblicati dalla band californiana con Jim Morrison in vita che sono:
The Doors - Strange Days - Waiting For The Sun - The Soft Parade - Morrison Hotel ed L.A. Woman con bonus track e video per un totale di 12 dischi (6 CD + 6 DVD).

## Tracce

### Disco Uno e Due:The Doors
1. Break on Through (To the Other Side)
2. Soul Kitchen
3. The Crystal Ship
4. Twentieth Century Fox
5. Alabama Song (Whiskey Bar) (Kurt Weill; Bertolt Brecht)
6. Light My Fire
7. Back Door Man (Willie Dixon; Chester Burnett)
8. I Looked at You
9. End of the Night
10. Take It as It Comes
11. The End
12. Moonlight Drive (version 1)
13. Moonlight Drive (version 2)
14. Indian Summer (19 agosto, 1966, vocal)

### Disco Tre e Quattro:Strange Days
1. Strange Days
2. You're Lost Little Girl
3. Love Me Two Times
4. Unhappy Girl
5. Horse Latitudes
6. Moonlight Drive
7. People Are Strange
8. My Eyes Have Seen You
9. I Can't See Your Face in My Mind
10. When the Music's Over
11. People Are Strange (false starts and studio dialogue)
12. Love Me Two Times (take 3)

### Disco Cinque e Sei:Waiting for the Sun
1. Hello, I Love You
2. Love Street
3. Not to Touch the Earth
4. Summer's Almost Gone
5. Wintertime Love
6. The Unknown Soldier
7. Spanish Caravan
8. My Wild Love
9. We Could Be So Good Together
10. Yes, the River Knows
11. Five to One
12. Albinoni's Adagio In G Minor
13. Not to Touch the Earth (studio dialogue)
14. Not to Touch the Earth (take 1)
15. Not to Touch the Earth (take 2)
16. Celebration of the Lizard (an experiment/work in progress)

### Disco Sette e Otto:The Soft Parade
1. Tell All the People
2. Touch Me
3. Shaman's Blues
4. Do It
5. Easy Ride
6. Wild Child
7. Runnin' Blue
8. Wishful Sinful
9. The Soft Parade
10. Who Scared You
11. Whiskey, Mystics and Men (version 1)
12. Whiskey, Mystics and Men (version 2)
13. Push Push
14. Touch Me (studio dialogue)
15. Touch Me (take 3)

### Disco Nove e Dieci:Morrison Hotel
1. Roadhouse Blues
2. Waiting for the Sun
3. You Make Me Real
4. Peace Frog
5. Blue Sunday
6. Ship of Fools
7. Land Ho!
8. The Spy
9. Queen of the Highway
10. Indian Summer
11. Maggie M'Gill
12. Talking Blues
13. Roadhouse Blues (takes 1-3)
14. Roadhouse Blues (take 6)
15. Carol
16. Roadhouse Blues (take 1)
17. Money Beats Soul
18. Roadhouse Blues (takes 13-15)
19. Peace Frog (false stars and studio dialogue)
20. The Spy (version 2)
21. Queen of the Highway (jazz version)

### Disco Undici e Dodici:L.A. Woman
1. The Changeling
2. Love Her Madly
3. Been Down So Long
4. Cars Hiss By My Window
5. L.A. Woman
6. L'America
7. Hyacinth House
8. Crawlin' King Snake (Tony Hollins, Bernard Besman, John Lee Hooker)
9. The WASP (Texas Radio and the Big Beat)
10. Riders on the Storm
11. Orange County Suite
12. (You Need Meat) Don't Go No Further (Willie Dixon)

- Disco Due, Quattro, Sei, Otto, Dieci e Dodici sono DVD Audio in 5.1 dolby digital e 5.1 DTS e sono un'esclusiva del box set.

## Formazione
- Jim Morrison - voce
- Robert Krieger - chitarra
- Ray Manzarek - organo, pianoforte, tastiere, basso
- John Densmore - batteria